# 九條山站
九條山站（日语：／ Kujōyama eki */?）是位於京都府京都市山科區，京阪電氣鐵道京津線的電車站（廢站）。在1997年（平成9年），隨著京都市營地下鐵東西線開業，京津線京津三條至御陵之間被廢除，此站也被廢除。

## 歷史

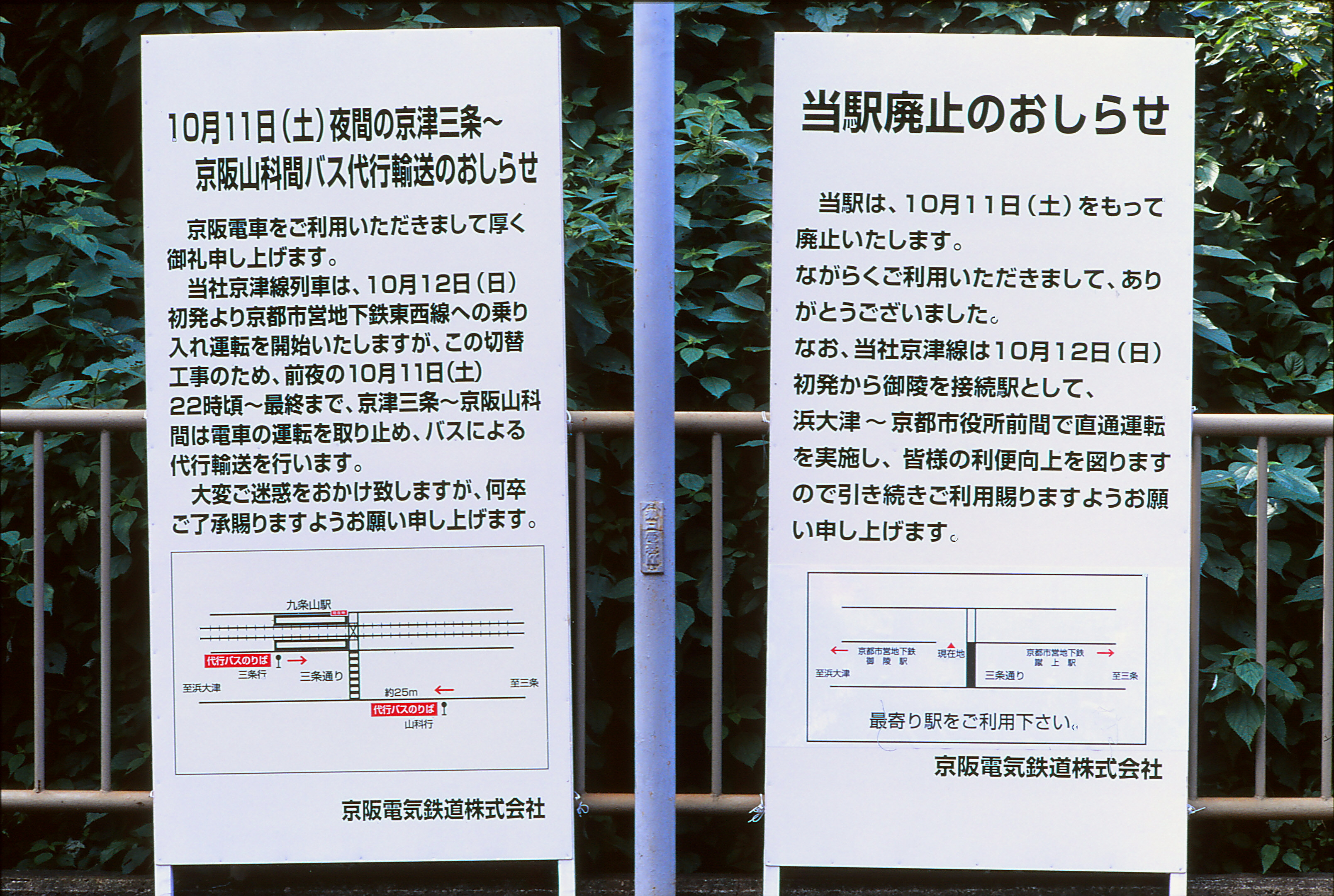
車站廢除前最後一日夜間代行巴士通告（1997年10月）

- 1936年（昭和11年）6月25日：天文台下站啟用[1]。
- 1943年（昭和18年）4月15日：電車站改名為九條山站[1]。
- 1997年（平成9年）10月12日：京津線京津三條至御陵之間廢線，此站被廢除[1]。

## 電車站構造
此站設有2面2線的相對式月台，月台是建設在專用路軌上。雖然此站的月台是高地台，不論車輛門口有沒有梯級也可停靠，可是由於使用人次較少，急行（1981年廢除）和準急會通過此站。此站是無人車站，電車站附近人口不多。
在蹴上至九條山之間，電車線會越過東山，該處的坡度達66.7‰。而九條山站是位於山嶺地帶，為京津線最高車站。
在車站西邊設有渡線，以便緊急時讓電車折返之用。在京津三條至御陵之間廢除後，此電車站用作存放待拆毀車輛。

## 電車站周邊
京津線路軌與東山Driveway在此電車站南邊立體相交。京阪京津線會沿三條通（京都府道143號）並行。由於電車站位於日岡峠內，因此民居和商店較少，電車站鄰近一些歷史遺跡。
- 京都東山老年療養院
- 粟田口刑場跡
- 日岡峠修路碑[5]
- 日岡峠人馬道碑[6]
- 日之岡一切經谷町地藏堂
- 東山Driveway（日语：東山ドライブウェイ）
- 三條通（京都府道143号四之宮四塚線（日语：京都府道143号四ノ宮四ツ塚線））
- 京阪巴士（日语：京阪バス）「九條山」巴士站[7]

## 廢站後
由於此站的客量較少，因此在東西線開業之際沒有於此站附近設置替代車站。另外，在廢線後，三條通進行擴張工程，北行的部分行車線曾經為電車路軌。

## 相鄰電車站
京阪電氣鐵道
京津線
蹴上－九條山－日之岡

## 注腳
1. 1 2 3  . 渋沢社史データベース. 2011年3月  [2023-12-01]. （原始内容存档于2023-04-22） （日语）.
2. ↑  . 京阪電気鉄道.   [2023-12-01]. （原始内容存档于2023-04-22） （日语）.
3. ↑  . 京都新聞. 京都新聞社. 2020-10-29  [2023-12-01]. （原始内容存档于2023-06-18） （日语）.
4. ↑  . やましなを歩く東海道1. 京都市. 2007-11-07  [2023-12-01]. （原始内容存档于2022-08-11） （日语）.
5. ↑  . 京都市.   [2023-12-01]. （原始内容存档于2021-05-13） （日语）.
6. ↑  . とっておきの京都プロジェクト. 京都市観光協会. 2023-05-20  [2023-12-01]. （原始内容存档于2023-06-08） （日语）.
7. ↑  . NAVITIME. ナビタイムジャパン.   [2023-12-01]. （原始内容存档于2023-12-01） （日语）.

## 相關項目
- 日本鐵路車站列表 Ku